# Nova Prata
Nova Prata é um município brasileiro do estado do Rio Grande do Sul situado na Serra Gaúcha.

## Clima
Nova Prata apresenta um clima temperado oceânico (Cfb), com temperaturas amenas no verão e baixas no inverno e chuvas bem distribuídas durante o ano.

## Demografia
Em 2010, a população era 85,29% branca, 11,63% parda, 2,86% preta, 0,13% amarela e 0,10 indígena, sendo que 36,96% da população preta e 27,63% da população parda vive em um bairro só, São João Bosco.

## Política

### Prefeitos
Lista de intendentes e prefeitos municipais de Nova Prata: 
| Nº | Prefeito                 | Início do mandato | Fim do mandato |
| -- | ------------------------ | ----------------- | -------------- |
| 1  | Félix Engel Filho        | 18/08/1924        | 03/11/1928     |
| 2  | Coronel Virgílio Silva   | 03/11/1928        | 18/08/1931     |
| 3  | Oscar da Costa Karnal    | 15/08/1931        | 03/11/1932     |
| 4  | Mário Defini             | 03/11/1932        | 01/10/1933     |
| 5  | Adolpho Schneider        | 01/10/1933        | 24/08/1946     |
| 6  | Demétrio Lenzi           | 25/08/1946        | 20/12/1946     |
| 7  | João Fabris Sobrinho     | 21/12/1946        | 01/05/1947     |
| 8  | Ermindo Cherubini        | 01/05/1947        | 31/12/1947     |
| 9  | Carlos Tarasconi         | 01/01/1948        | 31/12/1951     |
| 10 | Alcides Tarasconi        | 01/01/1952        | 31/12/1955     |
| 11 | Reinaldo Cherubini       | 01/01/1956        | 31/12/1959     |
| 12 | Guerino Somavilla        | 01/01/1960        | 31/12/1963     |
| 13 | Ulisses Ernesto Pandolfo | 01/01/1964        | 31/01/1969     |
| 14 | Guerino Somavilla        | 31/01/1969        | 31/01/1973     |
| 15 | Nagib Stella Elias       | 31/01/1973        | 31/01/1977     |
| 16 | João Carlos Schimitt     | 31/01/1977        | 31/01/1983     |
| 17 | Vitor Antonio Pletsch    | 01/02/1983        | 31/12/1988     |
| 18 | João Carlos Schmitt      | 01/01/1989        | 21/12/1992     |
| 19 | Vitor Antonio Pletsch    | 01/01/1993        | 31/12/1996     |
| 20 | Mário Minozzo            | 01/01/1997        | 31/12/2000     |
| 21 | Mário Minozzo            | 01/01/2001        | 31/12/2004     |
| 22 | Vitor Antonio Pletsch    | 01/01/2005        | 31/12/2008     |
| 23 | Vitor Antonio Pletsch    | 01/01/2009        | 31/12/2012     |
| 24 | Volnei Minozzo           | 01/01/2013        | 31/12/2016     |
| 25 | Volnei Minozzo           | 01/01/2017        | 31/12/2020     |
| 26 | Alcione Grazziotin       | 01/01/2021        | 31/12/2024     |

### Cidades-irmãs
- Cittadella, Pádua, Itália [9]
- Noblesville, Indiana, EUA [9]

## Filhos ilustres
- Ver Biografias de pratenses notórios